# Nathan Sawaya
Nathan Sawaya (Colville, 10 juli 1973) is een Amerikaans beeldend kunstenaar die met LEGO-blokjes zijn kunstwerken maakt.
Nathan Sawaya heeft rechten gestudeerd en is daarna advocaat geworden. Hij heeft zijn carrière omgegooid en houdt hij zich nu bezig met het maken van kunstvoorwerpen vanuit LEGO-blokjes. Soms zijn dit reproducties van bekende kunstenaars, maar hij bedenkt ook eigen onderwerpen. Hij bezit twee ateliers om in te werken; in Manhattan (New York) en Los Angeles.
In België exposeert hij in Brussel met The Art of the Brick, zoals zijn werken inmiddels over de hele wereld te zien zijn geweest.